# Jules Humbert-Droz

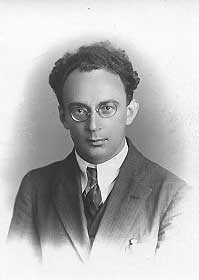
Jules Humbert-Droz (1926)

Jules Humbert-Droz (* 23. September 1891 in La Chaux-de-Fonds; † 16. Oktober 1971 ebenda) war ein Schweizer Pastor, Journalist und Kommunist.

## Biografie
Jules Humbert-Droz stammte aus einer Arbeiterfamilie im jurassischen Teil der Schweiz und war ein Enkel eines Mitglieds der Internationalen Arbeiterassoziation (IAA) und Freundes des Armenarztes und Kämpfers für soziale Gerechtigkeit Pierre Coullery. Verheiratet war er mit Jenny Humbert-Droz. Sein Sohn Pierre, Doktor der Medizin, war einer der Mitbegründer der Grünen Partei der Schweiz.
Humbert-Droz besuchte das Gymnasium in seiner Heimatstadt La Chaux-de-Fonds und studierte danach Theologie an der Universität Neuenburg. In seiner Studienzeit trat er als Abstinenzler dem Schweizerischen Zofingerverein bei, den er später sogar präsidierte. 1911 wurde er Mitglied der Sozialdemokratischen Partei der Schweiz (SP), 1914 schloss er sein Lizenziatsstudium mit einer Arbeit über die Beziehung zwischen Christentum und Sozialismus ab. Im gleichen Jahr nahm er nach Praktika in Frankreich und London eine erste Stelle als Pastor in La Chaux-de-Fonds an.
1916 wurde er wegen Kriegsdienstverweigerung zu einer sechsmonatigen Haftstrafe verurteilt; seine Verteidigungsrede wurde unter dem Titel Guerre à la guerre! A bas l’armée! (Krieg dem Krieg! Nieder mit der Armee!) veröffentlicht. Nach seiner Freilassung wurde er Redakteur der sozialistischen Tageszeitung La Sentinelle.
1919 ging er nach Moskau und wurde zusammen mit Mátyás Rákosi und Otto Kuusinen Sekretär der neugegründeten Komintern, wo er für die romanischsprachigen Länder in Westeuropa und Südamerika zuständig wurde. Durch seine Orientierung zur politischen Richtung der Komintern kam es zum Konflikt mit den Sozialdemokraten Ernest-Paul Graber und Charles Naine, was Humbert-Droz im März 1921 zur Mitwirkung bei der Gründung der Kommunistischen Partei der Schweiz (KPS) veranlasste.
Wegen Bucharinismus wurden ihm 1931 seine Funktionen in der Komintern durch Stalin entzogen. Durch die Initiative von Dominique Desanti wurde er 1932 rehabilitiert und wieder in seine Funktionen eingesetzt. Seine Strategie der Volksfront wurde dann auf dem VII. Weltkongress der Komintern 1935 abgesegnet. Zurückgekehrt in die Schweiz, wurde er Sekretär der KPS, und 1938 sowie 1939 wählte ihn der Kanton Zürich in den Nationalrat; die parlamentarische Arbeit interessierte ihn jedoch nicht sonderlich. Dafür, dass er Freiwillige für die Internationalen Brigaden rekrutierte, kam er erneut in Haft.
1939 wurde er zum Präsidenten der KPS gewählt, die nach Beginn des Zweiten Weltkriegs verboten wurde und im Untergrund tätig sein musste. 1942 wurde er nach Konflikten mit der Leitung der Komintern von seiner Funktion als Generalsekretär der KPS entbunden. Sein Nachfolger wurde Karl Hofmaier. Zu dem ohnehin latenten Konflikt mit der stalinistischen Fraktion in der KPS kam hinzu, dass sich Humbert-Droz um einen Zusammenschluss mit der SP bemühte. Der Parteiausschluss aus der KPS erfolgte 1943. Die Einheitsverhandlungen scheiterten. Daraufhin trat er (wieder) in die SP ein, in der er von 1947 bis 1959 Zentralsekretär und von 1959 bis 1965 Sekretär der Neuenburger Kantonalpartei war.
Er opponierte gegen die Pläne zur Atomrüstung in der Schweiz und gründete den Schweizerischen Friedensrat zusammen mit Theo Pinkus.

## Werke
- Memoiren:
  - I Mon évolution du tolstoïsme au communisme (1891–1921)
  - II De Lénine à Staline, Dix ans au service de l’Internationale Communiste 1921–31. Neuchâtel 1971[6]
  - III Dix ans de lutte antifasciste (1931–1941)
  - IV Le couronnement d'une vie de combat (1941–1971)
- Archives de Jules Humbert-Droz, 5 Bände, herausgegeben bei Springer, Niederlande 1970 ff.
  - Brigitte Studer (Hrsg.): Sous l’œil de Moscou. Le Parti communiste suisse et l’Internationale, 1931–1943 (= Archives de Jules Humbert–Droz, Band 5)[7] 1996. ISBN 978-3-905311-56-3
- Der Krieg und die Internationale. Die Konferenzen von Zimmerwald und Kienthal. Europa Verlag: Wien 1964
- Atomwaffe!? − ein einzigartiges Vorrecht, eine grosse Verantwortung, mit René Bovard, Verlag des Schweizer Friedensrats (1962)